# Theiatitan azari
Theiatitan azari (лат.) — ископаемый вид крылатых насекомых, единственный в составе рода †Theiatitan и семейства †Theiatitanidae. Древнейший представитель вымершего отряда титаноптер. Обладали зоной расширенных ячеек крыла, которые предположительно использовались для свето- или звуковой коммуникации, либо для спасения от хищников, либо для привлечения половых партнёров. Каменноугольный период (Франция).

## Этимология
Родовое название Theiatitan происходит от имени титаниды Тейя (Theia, дочь Урана и Геи) из древнегреческой мифологии, в то время как titan это обычный суффикс для представителей Titanoptera. Видовое название azari дано в честь палеоэнтомолога профессора Dany Azar (Lebanese University, Бейрут, Ливан).

## Описание
Крылатые насекомые среднего размера. Длина переднего крыла около 3 см. От близких видов отличается особенностями жилкования крыльев. Крыло тегминизированное, с выровненными мелкими шипами на дорсальной стороне продольных жилок; основные жилки не S-образной формы; RP длинный и прямой; имеются расширенные зоны между жилками RP и M, ветвями M, M и CuA, а также между CuA и задним краем крыла; многочисленные вогнутые прожилки, перпендикулярные основным жилкам в этих зонах, разделяющие ячейки, каждая с выпуклой поверхностью; часть CuA базальна от его слияния с CuPaα; дистальная часть CuA (+ CuPaα) очень длинная и дистально параллельна заднему краю крыла; свободные ветви CuPaα и CuPaβ короткие, не доходят до середины крыла (в этой части крыла нет).
В результате сравнения расширенных зон с аналогичными структурами у сохранившихся до наших дней саранчовых, мух и ископаемых стрекоз, авторы исследования находят доказательства того, что Titanoptera использовали свои крылья для создания отблеска света и/или крепитирующих звуков. Кроме того, Theiatitan azari, которые демонстрируют такие специализированные зоны, представляют собой древнейший пример крыловой коммуникации у насекомых. Остаётся неясным, использовались ли эти коммуникационные системы для привлечения половых партнеров и/или для спасения от хищников.
Вид был впервые описан по отпечаткам в 2021 году и выделен в монотипические род †Theiatitan и семейство †Theiatitanidae. Отпечатки обнаружены в Liévin, Avion, Па-де-Кале, Франция, верхний ярус среднего отдела каменноугольной системы (московский ярус). Theiatitan azari это первый представитель Titanoptera из каменноугольного периода (~ 310 млн лет назад), которые ранее были известны из перми и триаса. Породы яруса датируются интервалом 315—307 млн лет назад.